# Der Rattenfänger von Hameln (Volkslied)
Das Lied Der Rattenfänger von Hameln ist ein deutsches Volkslied, das auf der mittelalterlichen Legende vom Rattenfänger von Hameln basiert. Besonders beliebt und verbreitet wurde die mündliche Überlieferung nach der Veröffentlichung 1806 in der Sammlung Des Knaben Wunderhorn von Achim von Arnim und Clemens Brentano.

## Herkunft
Es gibt keinen Konsens unter den Forschern über die Herkunft des Liedes. Als Autoren des Liedes werden Wilhelm Crecelius und Anton Bierlinger genannt. Ludwig Erk und Franz Magnus Böhme meinten, dass das Volkslied aus dem Repertoire der Drehorgelspieler stammt. Allerdings wurden für solche mündlich überlieferten Werke in der Regel alte Druckausgaben (z. B. Flugblätter) als Quellen verwendet, was die Frage nach der Herkunft der Version von Arnim und Brentano offen lässt.
Die Herausgeber Arnim und Brentano gaben als Quelle „mündlich“ an. Wie Gertrude C. Schmidt in ihrer Publikation Die Quelle des Rattenfängerlieds in Des Knaben Wunderhorn von 1904 hervorhebt, besteht aber eine zu große Ähnlichkeit zwischen der Fassung von Brentano und Arnim und drei früheren gereimten Fassungen in der handschriftlichen Hamelner Reimchronik des Jobst Johann Backhaus (ca. 1589), im Froschmeuseler von Georg Rollenhagen  (1595) und in einem Flugblatt von 1622. Die meisten Übereinstimmungen in der Handlung wie auch im Wortschatz lassen sich zwischen der Version aus Des Knaben Wunderhorn und der gereimten Chronik des Backhaus feststellen. Schmidt geht davon aus, dass letztere von Arnim oder Brentano als Quelle verwendet wurde.

## Text
Der Rattenfänger von Hameln
»Wer ist der bunte Mann im Bilde?

Er führet Böses wohl im Schilde,

Er pfeift so wild und so bedacht;

Ich hätt’ mein Kind ihm nicht gebracht!«

In Hameln fochten Mäus’ und Ratzen

Bei hellem Tage mit den Katzen,

Es war viel Not, der Rat bedacht,

Wie andre Kunst zuweg gebracht.

Da fand sich ein der Wundermann,

Mit bunten Kleidern angethan,

Pfiff Ratz und Mäus’ zusamm’ ohn’ Zahl,

Ersäuft sie in der Weser all’.

Der Rat will ihm dafür nicht geben,

Was ihm ward zugesagt soeben,

Sie meinten, das ging gar zu leicht

Und wär’ wohl gar ein Teufelsstreich.

Wie hart er auch den Rat besprochen,

Sie dräuten seinem bösen Pochen,

Er konnt’ zuletzt vor der Gemein’

Nur auf dem Dorfe sicher sein.
Die Stadt, von solcher Not befreiet,

Im großen Dankfest sich erfreuet,

Im Betstuhl saßen alle Leut’,

Es läuten alle Glocken weit.

Die Kinder spielten in den Gassen,

Der Wundermann durchzog die Straßen,

Er kam und pfiff zusamm’ geschwind

Wohl auf ein hundert schöne Kind.

Der Hirt sie sah zur Weser gehen,

Und keiner hat sie je gesehen,

Verloren sind sie an dem Tag

Zu ihrer Eltern Weh und Klag’.

Im Strome schweben Irrlicht’ nieder,

Die Kindlein frischen drin die Glieder,

Dann pfeifet er sie wieder ein,

Für seine Kunst bezahlt zu sein.

»Ihr Leute, wenn ihr Gift wollt legen,

So hütet doch die Kinder gegen,

Das Gift ist selbst der Teufel wohl,

Der uns die lieben Kinder stohl.«